# John Stewart of Bonkyl

Wappen des Sir John Stewart of Bonkyl

Sir John Stewart of Bonkyl (auch Stewart of Jedburgh oder Stewart of Bunkle), (* um 1263; † 22. Juli 1298 bei Falkirk) war ein schottischer Adliger und Militär.

## Herkunft und Heirat
John Stewart entstammte der Familie Stewart. Er war der zweite Sohn von Alexander of Dundonald und dessen Frau Jean Macrorie. Nach dem Tod seines Vaters 1282 erbte sein älterer Bruder James die Besitzungen der Familie und das Erbamt des Stewarts of Scotland, dennoch übernahm auch John den Namen Stewart. Er heiratete Margaret, eine Tochter von Sir Alexander Bonkyl (auch Bunkle). Sie wurde Erbin der feudalen Baronie Bonkyll in Berwickshire, so dass John durch sie (Iure uxoris) Laird von Bonkyl wurde.

## Rolle im Schottischen Unabhängigkeitskrieg
Nach dem Tod von König Alexander III. 1286 nahm Stewart am 20. September 1286 zusammen mit seinem älteren Bruder James an dem Treffen in Turnberry Castle teil, wo die anwesenden Barone den Thronanspruch von Robert de Brus unterstützten. Als 1290 die schottische Thronfolge jedoch weiter ungeklärt war, schwor er zusammen mit zahlreichen anderen schottische Adligen am 13. Juni 1291 dem englischen König Eduard I. die Treue, damit dieser über die Ansprüche der Anwärter auf den schottischen Thron entscheiden sollte. Stewart nahm als Vertreter von Robert de Brus am Great Cause teil, der Versammlung, die von 1291 bis 1292 die Ansprüche der Thronanwärter überprüfen sollte. 1292 wurde John Balliol zum rechtmäßigen König erklärt. Über die Frage der englischen Oberhoheit über Schottland kam es aber 1296 zum Krieg, in dem Schottland von englischen Truppen besetzt und König John Balliol abgesetzt wurde. Wie die meisten schotten Adligen schwor Stewart 1296 dem englischen König als neuen Oberherrn von Schottland erneut die Treue. Als es jedoch 1297 zu einer von William Wallace geführten Rebellion gegen die englische Herrschaft kam, gehörte Stewart zu deren Führern. Stewart führte 1298 in der Schlacht von Falkirk ein Kontingent Bogenschützen aus dem zu seiner Baronie gehörenden Forest of Selkirk. Diese Bogenschützen wurden zwischen den schottischen Schiltrons platziert, doch von den englischen Rittern angegriffen und niedergemacht. Stewart fiel mit allen seinen Männern.

## Nachkommen
Mit seiner Frau Margaret Bonkyl hatte Stewart mehrere Kinder, darunter:
- Alexander Stewart of Bunkle († 1319)
- John Stewart († 1333), gefallen in der Schlacht von Halidon Hill
- Alan Stewart of Dreghorn († 1333), gefallen in der Schlacht von Halidon Hill
- Walter Stewart of Dalwinton and Garlies
- James Stewart of Pearston († 1333), gefallen in der Schlacht von Halidon Hill
- Robert Stewart of Daldowie
- Isabella Stewart († nach 1351) ⚭ Thomas Randolph, 1. Earl of Moray

Sein Sohn Alexander Stewart of Bonkyl unterstützte vor März 1309 den schottischen König Robert I., den Enkel von Robert de Brus, im Kampf gegen die Engländer. Der König gab den Söhnen von John Stewart nicht nur Bonkyl zurück, sondern dazu Ländereien bei Kimmerghame, Garleton, Elvingston und Ethie Beaton. John Stewart wurde so zum Stammvater zahlreicher Nebenlinien der Familie Stewart. Sein ältester Sohn Alexander war der Vater von John, der 1329 zum Earl of Angus erhoben wurde. Sein Sohn Alan Stewart of Dreghorn war der Stammvater der Stewarts of Darnley, zu seinen Nachkommen gehören neben Henry Stewart, Lord Darnley, die Earls und Dukes of Lennox. Walter Stewart of Dalwinton and Garlies wurde zum Stammvater der Earls of Galloway. James Stewart of Pearston war der Stammvater der Stewarts of Lorne, Stewarts of Innermeath, Earls of Atholl und Earls of Traquair.